# Giuseppe Veronese
Giuseppe Veronese (Chioggia, 7 maggio 1854 – Padova, 17 luglio 1917) è stato un matematico italiano.
Si devono a lui molte idee riguardanti la geometria degli spazi multidimensionali, la teoria dei modelli e i numeri transfiniti.
Veronese si impegnò inoltre in attività politiche, prima in ambito locale, poi come senatore dal 1904.

## Biografia
Studia all'Istituto tecnico di Venezia, dove ha come docente di matematica Pietro Cassani, studioso della geometria multidimensionale; per mantenersi agli studi lavora come copista e dà lezioni private.
Ottenuta la licenza nel 1872, lavora per qualche tempo a Vienna e, l'anno successivo, grazie ad un aiuto del conte Nicolò Papadopoli, riesce ad iscriversi al Politecnico di Zurigo. Lì ha modo di farsi apprezzare da Wilhelm Fiedler e Georg Frobenius con lavori sull'Hexagrammum mysticum di Blaise Pascal, che vengono apprezzati anche da Luigi Cremona e Giuseppe Battaglini. Viene quindi ammesso all'Università di Roma.
Nel 1880 può recarsi a Berlino per perfezionarsi e nel 1881 a Lipsia, dove entra in contatto con Felix Klein.
Nel 1881 vince la cattedra di Geometria analitica dell'Università di Padova, lasciata vacante da Giusto Bellavitis (1803-1880).
Da questa cattedra, che egli occuperà fino alla fine dei suoi giorni, tenendo anche l'insegnamento della Geometria superiore, Veronese diede un forte contributo allo sviluppo della scuola italiana della geometria algebrica.
Tra il 1908 e il 1911 sarà anche presidente dell'Istituto veneto di scienze, lettere ed arti
Tra i suoi allievi i più famosi sono Guido Castelnuovo e Tullio Levi-Civita.
Nel 1882 Giuseppe Veronese pubblica un'importante memoria nella quale per la prima volta viene trattata autonomamente la geometria multidimensionale. Egli introduce nel 1889 la nozione di Geometria non archimedea con una memoria che nel 1892 viene aspramente criticata da Giuseppe Peano per mancanza di rigore espositivo e per l'uso poco giustificato di infinitesimi e infiniti.
Questa critica si affianca ad altre che Giuseppe Peano, per la sua acribia logica, e la costante preoccupazione per il livello di rigore e precisione nelle esposizioni matematiche, ha rivolto ad altri matematici, come Corrado Segre ed Hermann Laurent. La conclusione di Peano sul lavoro di Veronese nega drasticamente che esso possa suscitare alcun interesse. Oggi si può dire che questa critica ha contribuito a sviluppare la ricerca di fondamenti più rigorosi per la matematica in generale e per la geometria in particolare, ma che la conclusione totalmente negativa va rifiutata: spesso varie feconde nozioni matematiche vengono introdotte con un rigore poco soddisfacente, riuscendo comunque ad aprire utili prospettive. In particolare la nozione di geometria non archimedea è stata ampiamente accettata e Veronese è particolarmente conosciuto per alcune ipotesi riguardanti la continuità, che furono poi fondamentali per lo sviluppo del concetto del continuo lineare non-archimedeo. Egli è anche riconosciuto come colui che ha avuto la priorità su molte idee che sono divenute parte della teoria dei modelli e dei numeri transfiniti. Complessivamente quindi Veronese è ritenuto uno dei matematici più autorevoli del suo tempo.
Muore improvvisamente nel 1917 in seguito ad un attacco cardiaco.

## Opere

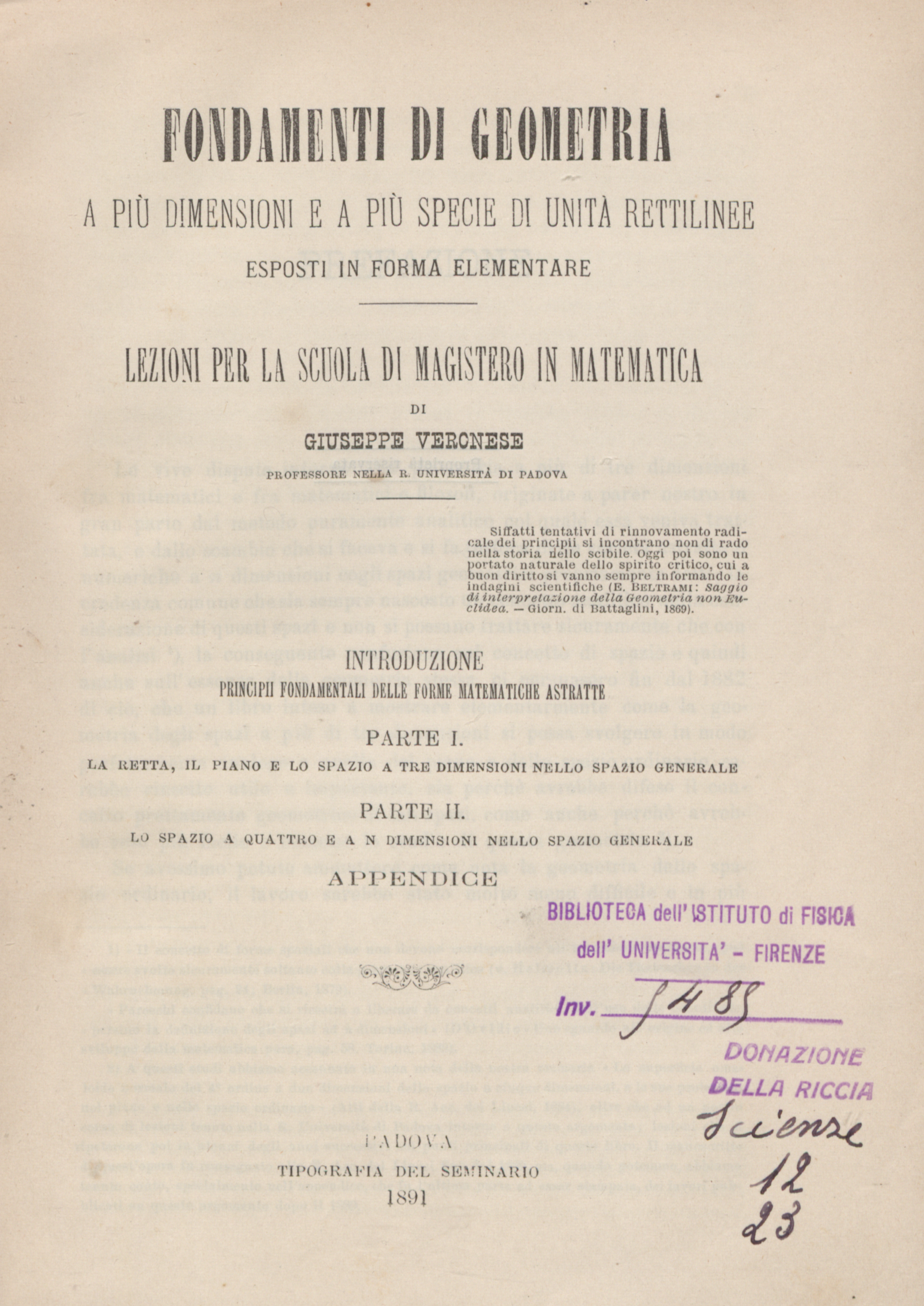
Fondamenti di geometria a più dimensioni e a più specie di unità rettilinee, 1891

Veronese produsse molte monografie significative. La più famosa apparve nel 1891 dal titolo Fondamenti di geometria a più dimensioni e a più specie di unità rettilinee esposti in forma elementare, chiamato semplicemente Fondamenti di geometria, anche per distinguerlo dall'altro lavoro di Veronese intitolato anch'esso Fondamenti. Fu questo il lavoro più criticato da Peano e da Georg Cantor, mentre venne considerato autorevole da Tullio Levi-Civita e profondo da David Hilbert.

Fu anche autore di vari manuali di matematica per le scuole secondarie.